# Kolej Baba w Korbielowie Kamiennej (ośrodek narciarski)
Kolej Baba w Korbielowie – mały ośrodek narciarski położony w Korbielowie-Kamiennej w gminie Jeleśnia w Beskidzie Żywieckim na północno-wschodnich zboczach Pilska około 200 metrów na północ od wyciągu nr 1 Ośrodka Narciarskiego Pilsko.

## Wyciąg i trasa
Na terenie ośrodka znajdują się:
- 2-osobowy wyciąg krzesełkowy o długości 900 m przewyższeniu ok. 170 m i przepustowości 1600 osób na godzinę,
- trasa zjazdowa wzdłuż wyciągu o niebieskim stopniu trudności, o średnim nachyleniu 19%. Trasa jest oświetlona, ratrakowana i dośnieżana.

Ośrodek jest członkiem Stowarzyszenia Polskie stacje narciarskie i turystyczne.

## Operator
Operatorem i właścicielem stacji jest firma AMR Trade Sp. z o.o. z siedzibą w Warszawie przy ul. Okrężnej 143. Prezesem zarządu spółki jest Rafał Madejski.

## Historia
Spółka AMR Trade Sp. z o.o. została zarejestrowana w KRS w czerwcu 2001 roku.

## Pozostała infrastruktura
Stacja dysponuje 7 własnymi armatkami śnieżnymi.
Do dyspozycji narciarzy i snowboardzistów są:
- serwis i wypożyczalnia sprzętu zimowego,
- infrastruktura znajdującej się tuż obok sąsiedniej stacji GAT-u.